# Шостаков, Павел Андреевич
Павел Андреевич Шостаков (Шостак) (? — 1808) — капитан-командор (1803) русского флота в отставке.

## Биография
Около 1780 года поступил в Морской Корпус кадетом. Произведен в гардемарины (1783), затем — в мичманы (январь 1785), плавал в Балтийском море. Был командирован в Киев (с 1786). Произведен в лейтенанты флота (1787). В 1787 командовал на реке Днепр галерой «Трубеж», бывшей в составе речной эскадры, сопровождавшей Императрицу Екатерину Великую в её путешествию по Днепру и Малороссии. Пожалован чином капитан-лейтенанта (1788). Участвовал в Русско-турецкой войне 1787—1791, в том числе в боевых акциях в Очаковском лимане (1788). Продолжал далее службу на Черноморском флоте. Произведен в капитаны 2-го ранга (январь 1799). Пожалован чином капитана 1-го ранга (14 марта 1801). Награждён орденом Святого Георгия 4-го класса (26 ноября 1802) за совершенные 18 морских кампаний. Уволен от активной морской службы с чином капитан-командора (4 февраля 1803). Умер около 1808 года.